# Madhushree
Madhushree (en tamil: ௬௫௩௮, en bengalí: মধুশ্রী , cuyo nombre verdadero es Sujata Bhattacharya, n. 2 de noviembre de 1969 en Calcuta) es una cantante india, intérprete de temas musicales cantados en tamil, hindi, telugu y Kannada, para sus respectivas películas. Su voz familiar para ser interpretadas bajo las composiciones de AR Rahman y Madhushree, ella proviene de una familia musical, habiendo sido previamente entrenada para interpretar música clásica. Como cantante de música clásica, Madhushree se incorporó a la Universidad de Rabindra Bharati y completó su maestría.

## Biografía
Madhushree nació bajo su nombre verdadero de Sujata Bhattacharya, en el seno de una familia bengalí brahmán en Bangalore, hija de Amarendranath y Parbati Bhattacharya, quienes fueron sus maestros principales. Le enseñaron a interpretar música clásica por Sangeetacharya Pt. Amiya Ranjan Bandyopadhyay, un famoso intérprete de Bishnupur Gharana y un destacado en Thumri y Khayal. Más adelante comenzó a trabajar para el Consejo Indio de Relaciones Culturales, a través de la que fue designada para enseñar música clásica en Surinam.

## Carrera
A su regreso a la India, ella conoció al cantante Kumar Sanu en Kolkata. En su recomendación, que luego hizo su debut como cantante de playback a través de Rajesh Roshan Moksha. Ella ha ido luego a interpretar temas musicales en películas como Yuva, Aayitha Ezhuthu, Kal Ho Naa Ho, Anbe Aaruyire y Kuch Naa Kaho, en sus álbumes más recientes incluyen temas musicales escritas y compuestas por  A.R. Rahman, como su gurú, y Rang De Basanti, Srikanth Deva's Aalwar, Yuvan Shankar Raja's Deepavali y Sarvam and Harris Jayaraj's Unnale Unnale. Su canción Vaaji Vaaji en Sivaji, compuesta por A.R. Rahman fue un gran éxito arrollador.

## Discografía

### Hindi
| Año  | Título de la canción       | Película                | Director musical   | Co-intérprete                                               |
| ---- | -------------------------- | ----------------------- | ------------------ | ----------------------------------------------------------- |
| 1997 | "Piya"                     | Dus                     | Shankar-Ehsaan-Loy | Solo                                                        |
| 2001 | "Mohabbath Zindagi Hai"    | Moksha                  | Rajesh Roshan      | Solo                                                        |
| 2002 | "Nainaa Milaike"           | Saathiya                | A. R. Rahman       | Sadhana Sargam                                              |
| 2003 | "Na Shiqwa Hota"           | Tehzeeb                 | A. R. Rahman       | Solo                                                        |
| 2003 | "Sabaq Aisa"               | Tehzeeb                 | A. R. Rahman       | Solo                                                        |
| 2003 | "Mujhpe Toophan Uthaaye"   | Tehzeeb                 | A. R. Rahman       | Solo                                                        |
| 2003 | "Tumhe Aaj Maine Jo Dekha" | Kuch Naa Kaho           | Shankar-Ehsaan-Loy | Shankar Mahadevan                                           |
| 2003 | "Maahi Ve"                 | Kal Ho Naa Ho           | Shankar-Ehsaan-Loy | Sadhana Sargam, Sonu Nigam, Udit Narayan, Shankar Mahadevan |
| 2003 | "Jab Dil Mile"             | '                       | Raju Singh         | Shaan                                                       |
| 2004 | "Pal Pal Hain Bhari"       | Swades                  | A. R. Rahman       | Vijay Prakash, Ashutosh Gowarikar                           |
| 2004 | "Sadhiyaan Shamaa"         | Lakeer                  | A. R. Rahman       | Hariharan, Udit Narayan                                     |
| 2004 | "Kabhi Neem Neem"          | Yuva                    | A. R. Rahman       | Solo                                                        |
| 2004 | "Tum Mujhe Bas"            | Aetbaar                 | Rajesh Roshan      | Kumar Sanu                                                  |
| 2005 | "Hum Hain Is Pal Yahaan"   | Kisna: The Warrior Poet | A. R. Rahman       | Udit Narayan                                                |
| 2005 | "Kangnaa Re"               | Paheli                  | M. M. Kreem        | Shreya Ghoshal, Sonu Nigam, Bela Shende                     |
| 2005 | "Aadhi Raat"               | Paheli                  | M. M. Kreem        | Shreya Ghoshal, Bela Shende                                 |
| 2005 | "Hanste Raho"              | Humdum                  | Rajesh Roy         | Solo                                                        |
| 2005 | "Jaana Hai Jaana Hai"      | Kasak                   | M. M. Kreem        | Solo                                                        |
| 2006 | "Tu Bin Bataaye"           | Rang De Basanti         | A. R. Rahman       | Naresh Iyer                                                 |
| 2007 | "Baazi Lagaa"              | Guru                    | A. R. Rahman       | Udit Narayan, Swetha Mohan                                  |
| 2007 | "Wahji Wahji"              | Sivaji - The Boss       | A. R. Rahman       | Hariharan                                                   |
| 2008 | "In Lamhon Ke Daaman Mein" | Jodhaa Akbar            | A. R. Rahman       | Sonu Nigam                                                  |
| 2008 | "Ek Meetha Marz"           | Welcome to Sajjanpur    | Shantanu Moitra    | Mohit Chauhan                                               |
| 2008 | "Tere Bina"                | Mukhbiir                | Karthik Raja       | Solo                                                        |
| 2008 | "Chai Ka Bahane"           | Chintu Ji               |                    | Solo                                                        |
| 2009 | "Yaar Mila Tha Saiyya"     | Blue                    | A. R. Rahman       | Udit Narayan                                                |
| 2009 | "Sau Janam"                | What's Your Raashee?    | Sohail Sen         | Udit Narayan, Sohail Sen                                    |
| 2010 | "Boom Boom Robo Da"        | Robot                   | A. R. Rahman       | Tanvi Shah, Rags, Yogi B, Kirthi Sagathiya                  |
| 2011 | "Sharminda Hoon"           | Ek Deewana Tha          | A. R. Rahman       | A. R. Rahman                                                |
| 2011 | "Nau Meri"                 | Kashmakash              | Raja Narayan Deb   | Hariharan                                                   |
| 2013 | "Ay Sakhi"                 | Raanjhanaa              | A. R. Rahman       | Chinmayi, Vaishali, Aanchai Sethi                           |

|-
| 2014|| "Anadi Lover" || EBN-E-BATUTA || Tarannum Malik || Raja Hasan
|}

### Sur (Tamil/Telugu/Kannada)
| Año  | Título de la canción       | Película                       | Director musical | Co-intérprete       |                                |
| ---- | -------------------------- | ------------------------------ | ---------------- | ------------------- | ------------------------------ |
| 2003 | "Nilavile Nilavile"        | Aahaa Ethanai Azhagu           | Tamil            | Vidhyasagar         | Udit Narayan                   |
| 2004 | "Naa Kaatuka"              | Intlo Srimathi Veedhilo Kumari | Telugu           | Ghantadi Krishna    | Hariharan                      |
| 2004 | "Thai Sonna"               | Desam                          | Tamil            | A. R. Rahman        | K. J. Yesudas                  |
| 2004 | "Kaveriyaa Kaveriyaa"      | Desam                          | Tamil            | A. R. Rahman        | Solo                           |
| 2004 | "Sanda Kozhi Kozhi"        | Aayitha Ezhuthu                | Tamil            | A. R. Rahman        | Solo                           |
| 2005 | "Ding Dong"                | Ji                             | Tamil            | Vidhyasagar         | Madhu Balakrishnan             |
| 2005 | "Mayilirage"               | Anbe Aaruyire                  | Tamil            | A. R. Rahman        | Naresh Iyer                    |
| 2006 | "Perundhil Nee Enakku"     | Pori                           | Tamil            | Dheena              | Madhu Balakrishnan             |
| 2006 | "Ivanaa Yuvanaa"           | Kokki                          | Tamil            | Dheena              | Karthik                        |
| 2006 | "Yelo Yelo Kadhal Vandhal" | Kokki                          | Tamil            | Dheena              | Solo                           |
| 2006 | "Pani Vizhum Kalam"        | Manathodu Mazhaikalam          | Tamil            | Karthik Raja        | Karthik, Premji Amaren         |
| 2006 | "Kanavaa"                  | Thambi                         | Tamil            | Vidhyasagar         | Solo                           |
| 2006 | "Ithuku Thaana"            | Thirumagan                     | Tamil            | Deva                | Naresh Iyer                    |
| 2006 | "Thatti Thatti"            | Thirumagan                     | Tamil            | Deva                | Naresh Iyer                    |
| 2006 | "Uyire En Uyire"           | Aadatha Aattamellam            | Tamil            | A. R. Reihana       | Narayanan                      |
| 2007 | "Unnakkul Naane"           | Pachaikili Muthucharam         | Tamil            | Harris Jayaraj      | Solo                           |
| 2007 | "Vaaji Vaaji"              | Sivaji                         | Tamil            | A. R. Rahman        | Hariharan                      |
| 2007 | "Puliya Kili"              | Veerappu                       | Tamil            | D. Imman            | Harish Raghavendra             |
| 2007 | "Paisa Paisa"              | Guru                           | Tamil            | A. R. Rahman        | Udit Narayan                   |
| 2007 | "Kannan Varum Velai"       | Deepavali                      | Tamil            | Yuvan Shankar Raja  | Anuradha Sriram                |
| 2007 | "Sanchaaram"               | Kannamoochi Yenada             | Tamil            | Yuvan Shankar Raja  | Shankar Mahadevan              |
| 2007 | "Nee Nee"                  | Machakaaran                    | Tamil            | Yuvan Shankar Raja  | Hariharan                      |
| 2007 | "Vaigasi Nilave"           | Unnale Unnale                  | Tamil            | Harris Jayaraj      | Haricharan                     |
| 2007 | "Oru Kalavani"             | Lee                            | Tamil            | D. Imman            | Naresh Iyer                    |
| 2007 | "Pidikkum Unnai Pidikkum"  | Aalwar                         | Tamil            | Srikanth Deva       | Solo                           |
| 2007 | "Chandramukhiye"           | Sajini                         | Kannada          | A. R. Rahman        | Naresh Iyer, Roop Kumar Rathod |
| 2007 | "Eppo Nee"                 | Kaalai                         | Tamil            | G. V. Prakash Kumar | Solo                           |
| 2008 | "Ragasiya Kanavugal"       | Bheema                         | Tamil            | Harris Jayaraj      | Hariharan                      |
| 2008 | "Naan Varaindhu Vaitha"    | Jayam Kondaan                  | Tamil            | Vidhyasagar         | Hariharan                      |
| 2008 | "Marudhaani"               | Sakkarakatti                   | Tamil            | A. R. Rahman        | Solo                           |
| 2009 | "Siragugal Engae"          | Sarvam                         | Tamil            | Yuvan Shankar Raja  | Javed Ali                      |
| 2009 | "Uyire Uyire"              | Muthirai                       | Tamil            | Yuvan Shankar Raja  | Javed Ali                      |
| 2009 | "Saarale Saarale"          | Vedigundu Murugesan            | Tamil            | Dheena              | Madhu Balakrishnan             |
| 2009 | "Rendu Rendu"              | Aarumugam                      | Tamil            | Deva                | Solo                           |
| 2010 | "Kacheri Kacheri"          | Kacheri Arambam                | Tamil            | D. Imman            | Mukesh                         |
| 2010 | "Nammakame Iyyara"         | Puli                           | Telugu           | A. R. Rahman        | K. S. Chitra, Harini           |
| 2011 | "Un Peare Theriyathu"      | Engeyum Eppodhum               | Tamil            | C.Sathya            | Solo                           |
| 2011 | "Nanbane"                  | Mankatha                       | Tamil            | Yuvan Shankar Raja  | Yuvan Shankar Raja             |
| 2012 | "Yaadhum Poidhana"         | Aadhi Bhagavan                 | Tamil            | Yuvan Shankar Raja  | Solo                           |
| 2013 | "Ennai marandhaen"         | Ivan Veramathiri               | Tamil            | C.Sathya            | Solo                           |

## Álbum
- Álbum debut: Lagi Lagan

Lanzamiento: 08-08-08
Reconocido por: Royant Music & Big Music
Múda de: Robby Badal
Lista de canciones:
1. Piya Lagi Laganiya
2. Lagi Lagi
3. Manat Nahi
4. Aye Na Balam
5. Jabse Shyam Sidhare
6. Babul Mora
7. Piya Lagi laganiya (Video Edit)
8. Lagi Lagi (House Remix)
9. Barsan Lagi